# Jonathan Berón
Jonathan Berón (San Nicolás de los Arroyos, Buenos Aires, Argentina; 9 de junio de 2002) es un futbolista argentino que se desempeña como extremo derecho y juega en Deportivo Morón, de la Primera Nacional de Argentina.

## Trayectoria
Surgido de las categorías inferiores de Vélez Sarsfield, hizo su debut profesional el 27 de agosto de 2023 con Defensa y Justicia, equipo al que fue cedido para la segundo semestre del 2023, en el empate 0 a 0 frente a Platense, por la segunda fecha de la Copa de la Liga Profesional 2023.
En su estadía con el conjunto de Florencio Varela, disputó 10 partidos, anotó 1 gol y repartió 1 asistencia.
En 2024 es nuevamente cedido a préstamo, esta vez a Estudiantes de Caseros, de la Primera Nacional. Debuta en su nuevo equipo el 3 de febrero, en la victoria 1 a 0 frente Ferro Carril Oeste, por la primera fecha del Campeonato de Primera Nacional 2024. Ese año Berón anotó 6 goles y repartió 4 asistencias en 34 partidos jugados.
Por tercer año consecutivo, en 2025, vuelve a ser prestado, ahora a Deportivo Morón, para disputar el Campeonato de Primera Nacional 2025.

## Estadísticas

### Clubes
Actualizado hasta su último partido disputado el 25 de mayo de 2025.
| Club                             | Div.          | Temporada     | Liga  | Liga  | Liga   | Copas nacionales | Copas nacionales | Copas nacionales | Copas internacionales | Copas internacionales | Copas internacionales | Total | Total | Total  |
| Club                             | Div.          | Temporada     | Part. | Goles | Asist. | Part.            | Goles            | Asist.           | Part.                 | Goles                 | Asist.                | Part. | Goles | Asist. |
| -------------------------------- | ------------- | ------------- | ----- | ----- | ------ | ---------------- | ---------------- | ---------------- | --------------------- | --------------------- | --------------------- | ----- | ----- | ------ |
| Defensa y Justicia Argentina     | 1.ª           | 2023          | —     | —     | —      | 9                | 1                | 1                | 1                     | 0                     | 0                     | 10    | 1     | 1      |
| Defensa y Justicia Argentina     | Total club    | Total club    | 0     | 0     | 0      | 9                | 1                | 1                | 1                     | 0                     | 0                     | 10    | 1     | 1      |
| Estudiantes de Caseros Argentina | 2.ª           | 2024          | 34    | 6     | 4      | —                | —                | —                | —                     | —                     | —                     | 34    | 6     | 4      |
| Estudiantes de Caseros Argentina | Total club    | Total club    | 34    | 6     | 4      | 0                | 0                | 0                | 0                     | 0                     | 0                     | 34    | 6     | 4      |
| Deportivo Morón Argentina        | 2.ª           | 2025          | 10    | 1     | 0      | —                | —                | —                | —                     | —                     | —                     | 10    | 1     | 0      |
| Deportivo Morón Argentina        | Total club    | Total club    | 10    | 1     | 0      | 0                | 0                | 0                | 0                     | 0                     | 0                     | 10    | 1     | 0      |
| Total carrera                    | Total carrera | Total carrera | 44    | 7     | 4      | 9                | 1                | 1                | 1                     | 0                     | 0                     | 54    | 8     | 5      |
| 1. 2.                            |               |               |       |       |        |                  |                  |                  |                       |                       |                       |       |       |        |